# Boongaree Island
Boongaree Island (nome aborigeno: Wunundarra o Bunjinii) è un'isola dell'arcipelago Bonaparte; è situata lungo la costa nord dell'Australia Occidentale, nelle acque dell'oceano Indiano. Appartiene alla Local government area della Contea di Wyndham-East Kimberley, nella regione di Kimberley.

## Geografia
Boongaree Island si trova nel Prince Frederick Harbour, insenatura interna allo York Sound; l'isola ha una superficie totale di 49,35 km².
La fauna dell'isola comprende il monjon (o warabi), l'opossum a coda squamosa, il quoll settentrionale e l'Hipposideros stenotis.

## Storia
I proprietari tradizionali dell'area sono i popoli Uunguu del gruppo linguistico Wunambal, che chiamano l'isola Wunundarra o Bunjinii.
L'area fu esplorata nel 1820 da Phillip Parker King a bordo della HMS Mermaid.  King diede all'isola il nome dell'indigeno australiano, Boongaree (o Bungaree), che viaggiava a bordo della nave e partecipava alla spedizione.